# Hamílton Hênio Ferreira Calheiros
Hamílton Hênio Ferreira Calheiros (né le 26 juin 1980 à Murici, Brésil), appelé plus simplement Hamílton, est un footballeur naturalisé togolais qui joue comme milieu défensif pour le Sport Recife.

## Palmarès
- Champion de l'État du Sergipe en 2003
- Champion de l'État du Pernambouc en 2006 et 2008

## En sélection nationale
| Compétition   | Année | Sélections | Buts |
| ------------- | ----- | ---------- | ---- |
| Eliminatoires | 2003  | 1          | 0    |

| Totaux | 2003 | 1 | 0 |
| ------ | ---- | - | - |